# Escamândrio (satélite)
Escamândrio é o corpo secundário do asteroide troiano de Júpiter denominado de 624 Hektor.

## Descoberta e nomeação
Esse objeto foi descoberto no dia 16 de julho de 2006, pelos astrônomos F. Marchis, M. H. Wong, J. Berthier, P. Descamps, D. Hestroffer, F. Vachier, D. Le Mignant, e I. de Pater usando observações do telescópio de óptica adaptativa do telescópio W. M. Keck II, Mauna Kea, Havaí, EUA. Sua descoberta foi nunciada em 21 de julho de 2006. Ele recebeu a designação provisória de S/2006 (624) 1.

## Características físicas e orbitais
Esse objeto foi detectado com uma órbita com um semieixo de 623,5 quilômetros e um período orbital de 2,9651 dias. Esse corpo celeste tem um diâmetro estimado de cerca de 12 ± 3 quilômetros.